# Hangenbieten

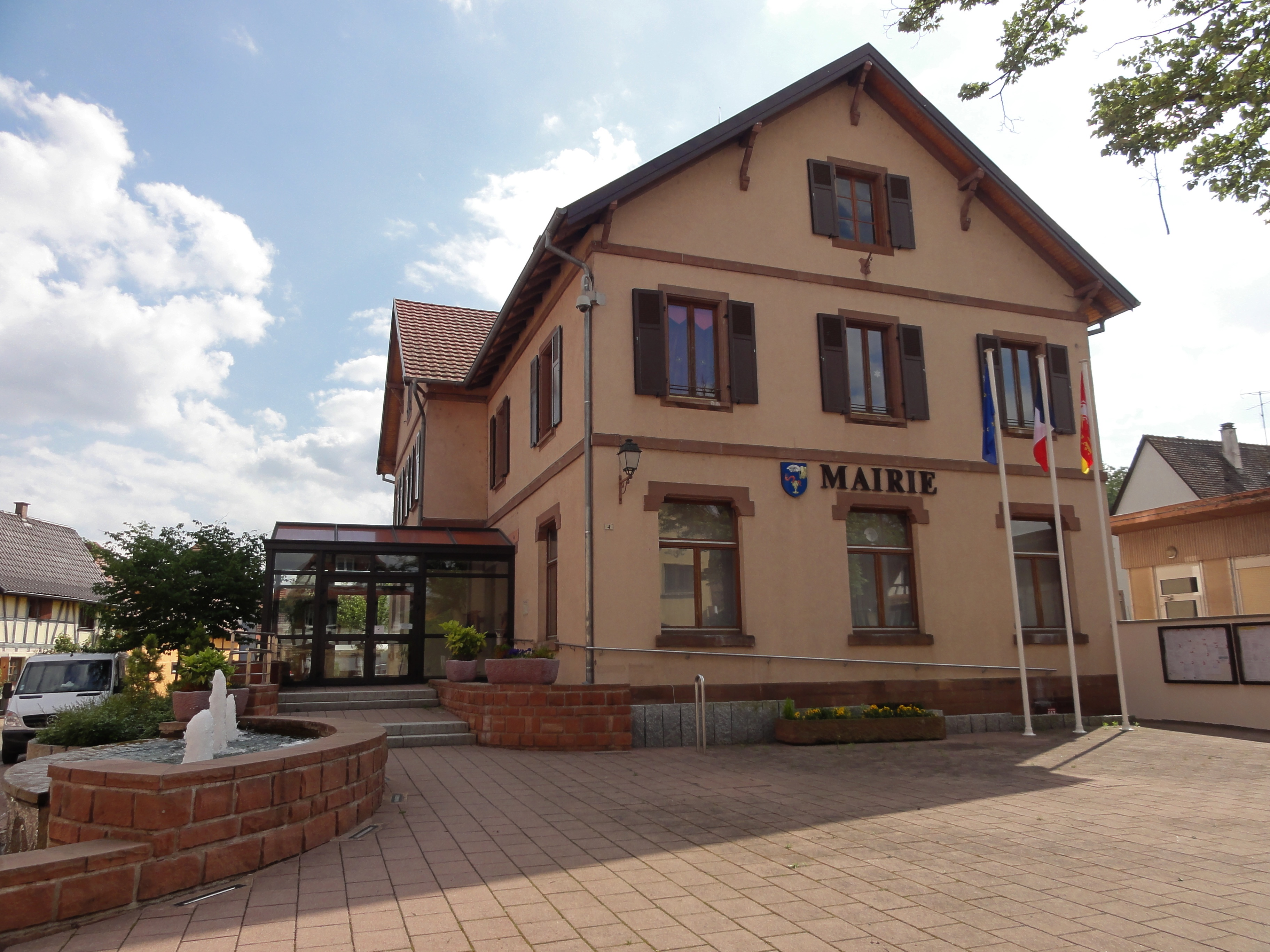
Mairie Hangenbieten

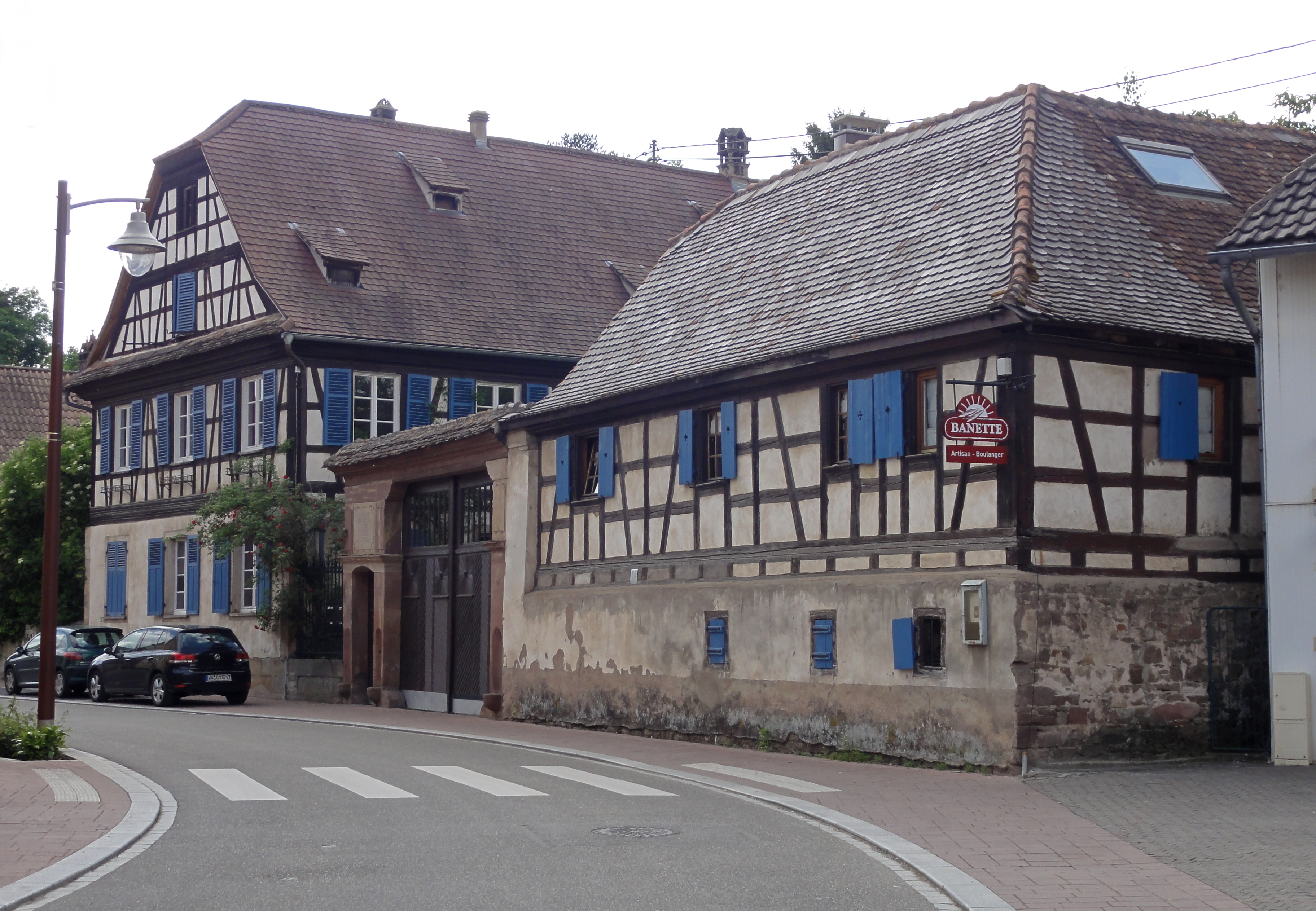
Hofreite von 1829

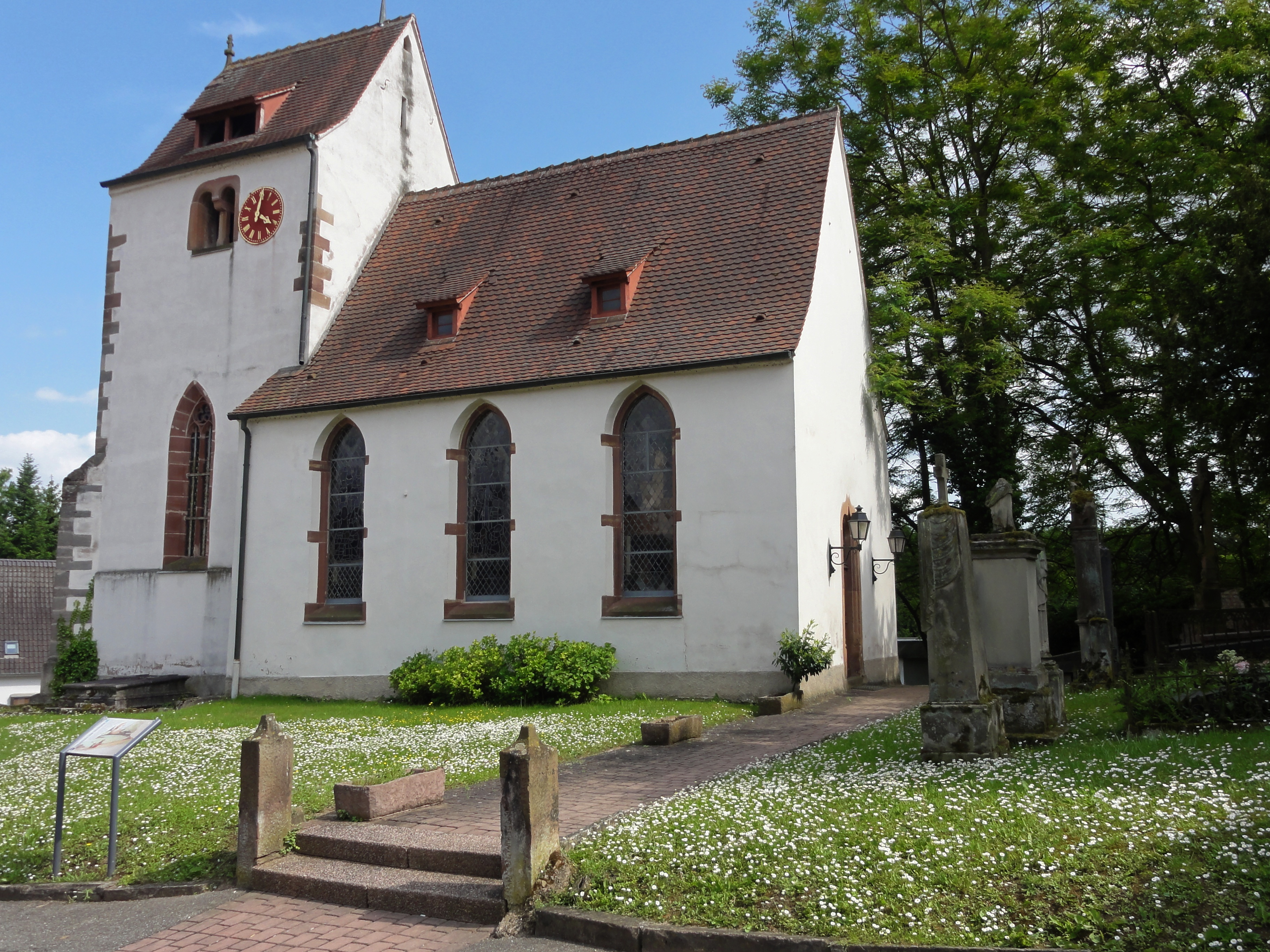
Evangelische Kirche

Hangenbieten ist eine französische Gemeinde mit 1740 Einwohnern (Stand 1. Januar 2021) im Département Bas-Rhin in der Europäischen Gebietskörperschaft Elsass und in der Region Grand Est.

## Geografie
Nahe Hangenbieten liegen Kolbsheim, Breuschwickersheim, Achenheim und Holtzheim. Die Gemeinde liegt am Breuschkanal und zwei Kilometer nördlich des Flughafens Straßburg.

## Geschichte

### Mittelalter
Die älteste erhaltene Erwähnung von Hangenbieten (als: Hangendebuthenheim) stammt von 1256. Hangenbieten gehörte zur Herrschaft Lichtenberg und war dort formal dem Amt Wolfisheim zugeordnet, da es insgesamt als Lehen an die Beger von Geispolsheim weiter vergeben war. Später werden als Lehensnehmer auch die Familien Schaeffolsheim, Bittenheim und Hohenstein genannt. Zu dem Dorf gehörte eine Mühle. Es war ein Allod und gehörte so mindestens seit dem 13. Jahrhundert zur Herrschaft.
1262 wurde das Dorf aufgrund eines Konflikts zwischen der Bürgerschaft Straßburgs und ihrem Bischof Walter von Hohen-Geroldseck niedergebrannt.
In der Folgezeit kam das Amt Wolfisheim – und mit ihm auch Lehensoberherrschaft über Hangenbieten – 1480 zunächst zur Grafschaft Hanau-Lichtenberg.

### Neuzeit
1594 brannten zwölf Bauernhöfe ab, nachdem ein Bewohner versehentlich mit seiner Arkebuse in ein Strohdach geschossen hatte.
Im Oktober 1674 wurde Hangenbieten anlässlich der Schlacht von Entzheim zwischen den französischen Truppen unter dem Befehl von Henri de La Tour d’Auvergne, vicomte de Turenne und den deutschen Truppen des Heiligen Römischen Reichs geplündert und zerstört. Mit der Reunionspolitik Frankreichs unter König Ludwig XIV. kam auch Hangenbieten unter französische Oberhoheit.
Nach dem Tod des letzten Hanauer Grafen, Johann Reinhard III. 1736, fiel das Erbe – und damit auch das Amt Wolfisheim – an den Sohn seiner einzigen Tochter Charlotte von Hanau-Lichtenberg, Landgraf Ludwig (IX.) von Hessen-Darmstadt. Auch in dieser Zeit wird es als Teil des Amtes Wolfisheim genannt. 1778 gab es in Hangenbieten 28 protestantische und 14 katholische Familien.
Mit dem durch die Französische Revolution begonnenen Umbruch wurde Hangbieten französisch.

### Bevölkerungsentwicklung
| Jahr      | 1798 | 1962 | 1968 | 1975 | 1982 | 1990 | 1999 | 2007 | 2013 |
| Einwohner | 343  | 790  | 859  | 949  | 1000 | 1149 | 1299 | 1479 | 1496 |

## Sehenswürdigkeiten
Die heute evangelische Kirche in Hangenbieten wurde im 12. Jahrhundert erbaut. Der gotische Glockenturm ist erhalten geblieben. Die Kirche ist seit dem 15. Juli 1976 in das Zusatzverzeichnis der Monuments historiques (Verzeichnis der Kulturdenkmäler) eingetragen.

## Wirtschaft
Haupterwerbszweige der Hangenbietenoises sind Ackerbau und Weinbau.
Der Ort ist auch Sitz des Unternehmens Lohr Industrie.